# Cot Me (Nisam)
Cot Me is een bestuurslaag in het regentschap Aceh Utara van de provincie Atjeh, Indonesië. Cot Me telt 244 inwoners (volkstelling 2010).